# Артемьев, Евгений Иванович
Евге́ний Ива́нович Арте́мьев (1912—1992) — советский инженер-конструктор, учёный.

## Биография
Родился 8 декабря 1912 года в Харькове.
Там же учился в институтах: механико-машиностроительном (1932—1934) и автодорожном (1934—1937).
До Великой Отечественной войны — конструктор на Харьковском заводе № 75, в 1941—1942 гг. работал на Сталинградском тракторном заводе, освоившем производство дизелей В-2.
С 1942 г. начальник серийного КБ на заводе № 77 («Трансмаш», Барнаул).
С 1944 года — главный конструктор Отдела главного конструктора, с 1956 года — главный инженер, с 1958 года — директор Барнаульского завода транспортного машиностроения. Внес вклад в усовершенствование методов производственной работы.
В 1958 г. переведен в Москву первым заместителем председателя Комитета по делам изобретений и открытий (работал в этой должности до 1970-х гг.).
Кандидат технических наук (1964). Соавтор публикаций:
- Изобретения. Новая техника. Управление / Артемьев Е. И., Кравец Л. Г., предисл. Бачурин А. В. — Москва : Экономика, 1974. — 191 с.
- Изобретения, уровень техники, управление / Артемьев Е. И., Кравец Л. Г. — 2-е изд., перераб. и доп. — Москва : Экономика, 1977. — 238 с.
- Артемьев Е. И., Червяков И. В. Организация патентного дела в США. Центр научно-исследовательский институт патентной информации и технико-экономических исследований. — М.: ЦНИИПИ, 1963.
- Патентоведение. В А Рясенцев, Евгений Иванович Артемьев. Изд-во Машиностроение, 1967 — Всего страниц: 251

Избирался депутатом ВС СССР 3—4 созывов (1950—1958). Делегат XIX съезда ВКП(б) — КПСС (1952).
Умер 12 октября 1992 года.

## Награды и премии
- Сталинская премия третьей степени (1952) — эа создание и внедрение в серийное производство газогенераторного буксирного катера.
- орден Ленина (1945)
- два ордена «Знак Почёта».
- медаль «За доблестный труд в Великой Отечественной войне 1941-1945 гг.» (1945).